# Killary Harbour

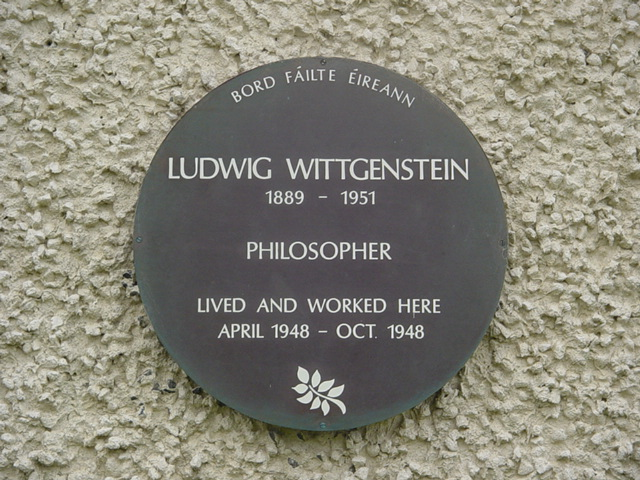
Tablica upamiętniająca pobyt Ludwiga Wittgensteina na Killary Harbour

Killary Harbour (irl. An Caoláire Rua) – fiord położony na zachodnim wybrzeżu Irlandii w regionie Connemara. Stanowi naturalną granicę między hrabstwami Mayo oraz Galway. Największym miastem położonym w pobliżu jest Leenane. Fiord ma 16 kilometrów długości, a jego głębokość sięga 45 metrów.
Na południowej stronie fiordu znajduje się pasmo górskie Maumturks. Położona jest tu również droga, którą można dotrzeć do wylotu fiordu, do miejscowości Rossroe, gdzie w roku 1948 od kwietnia do października przebywał austriacki filozof Ludwig Wittgenstein. Wydarzenie to upamiętnia tablica umieszczona na budynku, w którym wówczas mieszkał. W tej części fiordu położona jest również „droga głodu”, które w Irlandii budowano w okresie wielkiego głodu, aby zapewnić ludności pracę. Z Leenane kilka razy w ciągu dnia wypływają rejsy wycieczkowe po wodach fiordu. 
Północna strona fiordu jest trudno dostępna. Znajduje się tam szczyt Mweelrea, który z wysokością 814 m n.p.m. jest najwyższym wzniesieniem prowincji Connacht. 
Wody Killary Harbour wykorzystuje się do hodowli małż oraz łososi.